# Natal'ja Kudrjašova
Natal'ja Aleksandrovna Kudrjašova (in russo Наталья Александровна Кудряшова?; Nižnij Novgorod, 12 ottobre 1978) è un'attrice, regista e sceneggiatrice russa.

## Filmografia parziale

### Regista e sceneggiatrice
- Pionery-geroi (2015)
- Lost Girl (Gerda) (2021)

### Attrice
- Čelovek, kotoryj udivil vsech, regia di Natal'ja Merkulova e Aleksej Čupov (2018)
- La lista di Stalin (Kapitan Volkonogov bežal), regia di Natal'ja Merkulova e Aleksej Čupov (2021)

## Premi
- Diploma della Guild of Film Critics and Film Critics al Kinotavr per il miglior debutto
- Migliore attrice (Orizzonti, 75ª Mostra internazionale d'arte cinematografica di Venezia)
- Premio per la migliore sceneggiatura del festival cinematografico Finestra sull'Europa
- Premio Elefante bianco per la migliore attrice non protagonista